# Rete di ospitalità
Una rete di ospitalità è un'associazione o un circolo di persone che si scambiano reciprocamente un posto letto, gratuitamente, oppure a cambio di attività che possono essere di vario tipo.

## Reti di ospitalità mondiali
Soprattutto con l'avvento di internet, si sono andate formando e organizzando una serie di reti mondiali di ospitalità gratuita.
Sono gratuite nel senso che permettono di pernottare gratis ai loro membri iscritti, invece di dover pagare costosissimi hotel, o consentono di trovare dei "ripari di fortuna", a coloro che non godano di un ricco patrimonio. Ecco quindi che queste associazioni vengono incontro soprattutto ai giovani, studenti e viaggiatori che vogliono esplorare il mondo pur non disponendo di troppi mezzi.
Alcune reti prevedono il pagamento di una "quota associativa", di solito minima, o altre piccole spese, come può essere il cibo; ma non l'ospitalità, che viene invece fornita gratis.

### Gratuite
Al momento, le uniche totalmente gratuite, cioè che non prevedono nemmeno spese associative, risultano essere
- Couchsurfing, che prevede un pagamento per l'Utente Verificato,
- BeWelcome,
- Hospitality Club, e
- GlobalFreeLoaders.

La prima, oltre all'iscrizione gratuita di base, prevede anche l'opzione per una sorta di iscrizione quale "membro registrato", a pagamento, che offrirebbe maggiori garanzie.

### Con pagamento quota associativa
Le quote associative da versare sono annuali, e rimangono tuttavia di solito minime e simboliche proprio per garantire a tutti un'ampia partecipazione.
- Servas International: in questa, parte della quota prevede la consegna di una guida cartacea di tutti i soci membri iscritti sparsi per il globo.
- WWOOF (scambio ospitalità / lavori nelle fattorie)
- Workaway (scambio ospitalità / lavori vari)
- Worldpackers (scambio ospitalità / lavori vari)
- Homeshare (scambio ospitalità / lavori domestici)
- AuPairWorld (scambio "alla pari": solo persone dai 17 ai 30 anni).
- Aupair.com ((scambio "alla pari": solo persone dai 18 ai 30 anni, a seconda del paese)

### Altre condizioni
A parte le eventuali spese di quota associativa o acquisto di materiale vario, alcune si concentrano definitivamente su un certo tipo di scambio o richieste.
Come per esempio i soci del Mensa i quali, attraverso il programma SIGHT, godono di questo tipo di servizio, gratuitamente, in oltre 100 paesi del mondo. Questo interscambio, limitato a chi ha un quoziente di intelligenza superiore alla norma, è nato per favorire proprio la conoscenza attiva fra i singoli partecipanti.
Un altro esempio lo può fornire la catena di autostoppisti (che possedeva anch'essa una rete simile di ospitalità, poi scomparsa) o quella dei partecipanti di alcune Banche del Tempo.
Una in particolare, la Pasporta Servo (e anche Amikeca Reto, nata da essa), richiederebbe, quale unica condizione, solamente la conoscenza della lingua esperanto.
Poi, abbiamo le altre tipologie come i siti di Homeshare e Workaway oppure ancora Worldpackers, che richiederebbero invece in cambio l'esecuzione di piccoli lavori domestici, compagnia, o lavori nelle Fattorie (WWOOF), o altro ancora. In alcune nazioni Workaway, offrirebbe addirittura una "remunerazione" in valuta locale se il lavoro è troppo intenso, per aiutare i viaggiatori.

## Storia
La più antica di tutte, eccezion fatta per gli ostelli della gioventù datati all'inizio del Novecento (che non sono peraltro gratuiti), risulta essere Servas International, inventata nel 1949 da Bob Luitweiler, come movimento pacifista. Successivamente nel 1971 in Inghilterra, dall'idea di una donna chiamata Sue Coppard, nasceva il WWOOF, il quale si occupa principalmente di mettere in comunicazione la campagna; quindi, la gente che vive in ambienti rurali e la città.
Dal 1974 è attivo il Pasporta Servo, servizio per esperantisti (progetto nel 1966 sotto il nome di Programo Pasporto). In seguito, nel 1987, fu la volta di Amikeca Reto e nel 1999 di AuPairWorld.
Nel luglio del 2000, il tedesco Veit Kühne fondò l'associazione Hospitality Club, e, nel 2003 Casey Fenton, all'epoca 25enne fondò la rete chiamata CouchSurfing, inizialmente con l'intento di mettere in contatto fra di loro tutte quelle persone che aveva conosciuto fino ad allora grazie al proprio lavoro. 
Servizi più recenti sono l'australiano GlobalFreeLoaders, fondato nel dicembre 2005 da Adam Staines, e Nightswapping, nato nel 2012.

## Obiettivi
Così come certe altre organizzazioni e club (sull'autostop organizzato per esempio) sono nate per fornire un maggior "margine di sicurezza" su una prassi usata da sempre, così queste Reti di ospitalità, si prefiggono, ognuna con le proprie modalità, di assicurare un minimo di "controllo" sulla gente che viaggia, in modo da poter fornire una certa "sicurezza", per lo meno ai soci delle stesse. La prassi usata da sempre, in questo caso, è l'ospitalità. Sacra in molti luoghi, e per molte culture.
Alcune poi, come Amikeca Reto o Servas nate appunto come movimenti pacifisti, si prefiggono specificatamente la pace nel mondo, e la collaborazione fra i popoli.
Non mancano quelle specifiche di certi gruppi o settori, come l'ospitalità mondiale per ciclisti e lo scambio di appartamenti, una sorta di baratto delle case.